# Klutiana rubens
Klutiana rubens är en stekelart som först beskrevs av Kusigemati 1983.  Klutiana rubens ingår i släktet Klutiana och familjen brokparasitsteklar. Inga underarter finns listade i Catalogue of Life.